# Шрек (франшиза)
«Шрек» (англ. Shrek) — медиафраншиза киностудии DreamWorks Animation, основанная на рассказе Уильяма Стейга «Шрек!», про Шрека и его друзей. Франшиза включает в себя шесть полнометражных мультфильмов: «Шрек» (2001), «Шрек 2» (2004), «Шрек Третий» (2007) и «Шрек навсегда» (2010), а также спин-оффы «Кот в сапогах» (2011), «Кот в сапогах: Последнее желание» (2022). Помимо этого франшиза включает в себя короткометражные мультфильмы, телесериалы, видеоигры и др. Это первая франшиза в истории студии.
История франшизы началась с выпуска одноимённого мультфильма в 2001 году. На 23 декабря 2026 года запланирован выход мультфильма «Шрек 5», являющийся прямым продолжением «Шрека навсегда»

## Полнометражные мультфильмы

### «Шрек» (2001)
Длительность 90 мин.
По сюжету огр по имени Шрек обнаруживает, что его дом на болоте наводнён сказочными существами, изгнанными одержимым правителем лордом Фаркуадом. С помощью Осла Шрек заключает договор с Фаркуадом, чтобы спасти принцессу Фиону в обмен на восстановление контроля над своим болотом.

### «Шрек 2» (2004)
Длительность 93 мин.
События сиквела разворачиваются после окончания первой части: в компании Осла молодожёны Шрек и Фиона отправляются знакомиться с родителями последней. Властолюбивая Фея-крёстная стремится разрушить их брак, чтобы возвести на трон Тридевятого королевства своего сына принца Чаминга; дабы не допустить этого, Шрек и Осёл объединяются с Котом в сапогах.

### «Шрек Третий» (2007)
Длительность 93 мин.
По сюжету принц Чарминг замышляет свергнуть Шрека и Фиону, которые унаследовали трон после смерти короля Гарольда. Шрек, который не хочет править королевством и не считает, что огр может быть королём, пытается убедить 16-летнего кузена Фионы Арти, не достигшего успеха, править вместо него.

### «Шрек навсегда» (2010)
Длительность 90 мин.
По сюжету Шрек борется с обязанностями и стрессом, будучи одомашненным семьянином, тоскуя по тем дням, когда его боялись и он жил в одиночестве. Румпельштильцхен обманом заставляет его подписать контракт, который приводит к катастрофическим последствиям.

### «Кот в сапогах» (2011)
Спин-офф про друга Шрека — Кота в сапогах. Длительность 90 мин.
Когда-то Кот в сапогах и Шалтай-Болтай были лучшими друзьями, но Шалтай-Болтай подставил Кота в сапогах, в результате последний оказался вором и изгоем в своем городе. Кот хочет восстановить свою честь, Шалтай-Болтай и его напарница Киса Мягколапка предлагают Коту в сапогах украсть три волшебных боба у преступной пары — Джек и Джил, вырастить бобы, попасть на небо в волшебный замок к гусыне, которая несет золотые яйца, и украсть гусыню и её яйца. Кот со скрипом соглашается, ведь это позволит ему вернуть долг своему городу. Им удается провернуть операцию, но Шалтай-Болтай снова подставляет Кота в сапогах и последний оказывается в тюрьме за ограбление банка. В тюрьме Кот встречает хозяина волшебных бобов, который говорит, что у Гусыни есть грозная мать, которая придет за своей малышкой и будет беспощадна, город в опасности, Киса помогает Коту бежать из тюрьмы, Кот призывает Шалтая простить друг друга, объединить усилия и спасти город.

### «Кот в сапогах: Последнее желание» (2022)
Спин-офф про друга Шрека — Кота в сапогах. Длительность 102 мин.
Промотав восемь жизней из девяти и до смерти испугавшись пришедшего за ним волка-охотника за головами, Кот в сапогах внимает совету врача и заселяется в дом местной кошатницы. Там он смиряется с установленными порядками, отращивает бороду и теряет тягу к подвигам и приключениям, но только до тех пор, пока не узнаёт о волшебной карте, которая указывает путь к где-то упавшей Звезде желаний. Кот в сапогах твёрдо решает отыскать Звезду, чтобы вернуть свои жизни, и в компании притворявшегося кошачьим пёсика отправляется красть карту у известного коллекционера волшебных предметов Джека Хорнера.

## Будущие проекты

### «Шрек 5» (2027)
Действие мультфильма происходит через 16 лет после событий «Шрек навсегда».

### Спин-офф про Осла (без названия)
В апреле 2023 года было заявлено, что «Шрек 5» находится в разработке и спин-офф про Осла также в стадии переговоров.
В июне 2024 года Эдди Мерфи объявил, что студия DreamWorks официально одобрила проект и производство начнется после завершения «Шрека 5».

## Короткометражные мультфильмы

### «Караоке-вечеринка Шрека на болоте» (2001)
Длительность 3 мин. Вышел вместе с первым мультфильмом «Шрек».
Шрек собрал на болоте всех своих друзей и устроил грандиозное караоке. Никто не намерен стоять в сторонке, все дружно поют песни и от души веселятся.

### «Шрек: Медовый месяц» или «Шрек: 4-D: Призрак Лорда Фаркуада» (2003)
Длительность 13 мин.
Лорд Фаркуад давно погиб, был съеденный живьем самой драконихой, но его дух всё ещё жив и всё так же зол. Он похищает Фиону с помощью всё ещё живого помощника-подручного Телониуса. Шрек и Осёл отправляются в увлекательное путешествие, чтобы спасти принцессу. В этом им помогает Дракониха.

### «Кумир Тридевятого Королевства» (2004)
Длительность 6 мин. Вышел вместе со вторым мультфильмом «Шрек 2».
Мультфильм — пародия на популярное ТВ-шоу «Американский идол». В конкурсе на лучшего исполнителя Тридевятого королевства принимают участие Шрек, Фиона, Осел, Кот в сапогах, Капитан Крюк, Дорис и многие другие сказочные персонажи. Выбор победителя обещает быть непредсказуемым, ведь каждый из участников подготовил свой лучший музыкальный номер.

### «Шрек: Рождество» или «Шрек Мороз,зелёный нос» (2007)
Длительность 21 мин.
Осёл побуждает Шрека отпраздновать Рождество со своей семьёй, но Шрек даже не знает, что такое Рождество, поэтому идет в книжный магазин, находящийся на горе. Шрек берёт книгу «Рождество для тупых деревенщин» и после её прочтения украшает свой дом до неузнаваемости при помощи гирлянд и фонарей. Теперь Шрек может отпраздновать Рождество со своей семьей. Но вдруг оказывается, что Осёл привёл всю свою «семью» (друзей Шрека и свою семью) на празднование Рождества.
Несмотря на это, Шрек следует «шагу 4» в книге: рассказать рождественскую историю. Когда Шрек её рассказывает, вмешиваются его друзья, и каждый рассказывает её по-своему: Осёл рассказывает, как он облизывал гигантскую фигурку Санты из вафель (хотя потом выясняется, что он лизал ногу Шрека), Кот под гитару рассказывал про Горячего латинского котяру, в конце своей истории про храброго героя начинает играть с бубенчиком шляпы Санта Клауса, Пряня рассказывает, как Санта съел его подругу Сьюзи (поэтому он очень боится Санту).
Осёл берёт книгу Шрека, и из-за последующей битвы дом Шрека ломается. Дух Рождества разрушен, и Шрек в ярости прогоняет своих друзей. Фиона догоняет уходящих друзей Шрека и рассказывает, что это его первое Рождество. Осёл понимает, как он был груб, и просит извинения у Шрека. Шрек его прощает, и рассказывает своим огрятам историю, но не про Санту Клауса, а про Шрека Мороза, зелёного носа. Огрята тихо засыпают. Шрек и его друзья слышат звон колокольчиков, и выходят на улицу, где видят Санту Клауса с его оленями. Друзья счастливо на него смотрят, но Пряня убегает в страхе.

### «Шрек: Страшилки» или «Шрек: Хэллоуин» (2010)
Длительность 26 мин.
Шрек приглашает Осла, Кота в сапогах и других своих друзей из сказок провести ночь в замке с призраком лорда Фаркуада, рассказывая страшные истории, чтобы выяснить, кто сможет не испугаться и продержаться дольше всех.

### «Рождественский Шректакль Осла» (2010)
Длительность 8 мин.
Наступает Рождество, и Осел с друзьями поют рождественские песни.

### «Камин у Шрека» (2010)
Длительность 30 мин.
Действие происходит в доме Шрека у камина. Шрек мешает Румпельштильцхену потушить огонь, Ослик проделывает то же самое с глазами, Фиона готовит печенье для Санты, а Кот прибавляет в весе от печенья и теста для печенья. Появляются и другие персонажи, такие как Пиноккио, Три поросенка, тройняшки-людоеды.

### «Шрек: Триллер» (2011)
Длительность 5 мин.
Шрек долго возмущался по поводу того, что в городе отсутствует дух Хэллоуина. Это он заприметил после того, как побывал на музыкальном концерте. И вот тогда, чтобы как-то подбодрить своего товарища, Кот в сапогах и Осел начали распевать песенку Майкла Джексона «Триллер», после чего появились погибшие и зомбированные персонажи.

### «Поросёнок, который крикнул „Оборотни!“» (2011)
Спин-офф про друзей Шрека — Трех поросят. Длительность 6 мин.
В соседний дом трех поросят заселяется волк. Один из поросят начинает следить за ним и с ужасом узнает, что волк под лунным светом превращается в пухлую женщину средних лет, которая одержима готовить свинину…

### «Захватывающие рассказы Шрека» (2012)
Длительность 73 мин.
Содержит в себе мультфильмы:
— «Поросёнок, который крикнул „Оборотни!“»
— «Ночь живых морковок» — из вселенной «Монстры против пришельцев». После того, как чужеродная тыква-мутант взрывается в морковном саду Мерфи, зомби начинают атаковать морковь в непосредственной близости, и это приводит к сумасшедшим событиям.
— «Призрак лорда Фаркуада» («Шрек: Медовый месяц»)

### «Кот в сапогах: Три дьяволёнка» (2012)
Спин-офф про друга Шрека — Кота в сапогах. Длительность 13 мин.
Спустя несколько дней после приключений с золотой гусыней Кот едет на лошади по пустыне, когда его берут в плен рыцари. Они приводят его во дворец к принцессе Александре Белагамбе, чей рубин «Сердце огня» из её короны украден. Принцесса нанимает Кота, основываясь на его репутации. Она рассказывает, что вор по имени Ле Шушотр, он же Шептун, украл «Сердце огня», и что они захватили трёх его приспешников. Приспешниками оказались три маленьких и с виду безобидных котёнка (два мальчика и девочка), про которых говорят, что они — настоящие черти. Хотя Кот не может поверить, что такие невинные существа могут быть ворами, принцесса и её охрана в ужасе от них. Котята охотно согласились помочь Коту вернуть рубин за свою свободу.

### «Кот в книге» («Puss in Book: Trapped in an Epic Tale») (2017)
Спин-офф про друга Шрека — Кота в сапогах. Интерактивный мультфильм. Длительность 23 мин.

### «Кот в сапогах: Последнее желание. Трезубец» (2023)
Спин-офф про друга Шрека — Кота в сапогах. Длительность 4 мин.
Киса Мягколапка убеждает Кота в сапогах рассказать Перрито историю одной из его смертей.

## Телесериалы

### «New Shrek», «New Puss in Boots», «Swamp Talk», «Epic Cat Battles With Puss In Boots» (2014—2016)
Веб-мультсериалы. New Shrek — 1 сезон, 32 эпизода.

### «Приключения Кота в сапогах» (2015—2018)
Мультсериал, 6 сезонов, 77 эпизодов. Длительность серии 23 мин.
Кот в сапогах волею случая вынужден охранять тайный город Сан Лоренцо и защищать его жителей от бесчисленного количества негодяев.
Сериал получил негативные отзывы зрителей, рейтинг на IMDb: 6.50.

## Видеоигры
- Shrek (2001) — по мотивам мультфильма «Шрек»
- Shrek: Extra Large (2002)
- Shrek: Hassle at the Castle (2002)
- Shrek: Treasure Hunt (2002)
- Shrek: Super Party (2002)
- Shrek 2: The Game (2004) — по мотивам мультфильма «Шрек 2»
- Shrek 2: Team Action — по мотивам мультфильма «Шрек 2»
- Shrek SuperSlam (2005)
- Shrek the Third (2007) — по мотивам мультфильма «Шрек Третий»
- Shrek Forever After (или Shrek 4) (2010) — по мотивам мультфильма «Шрек навсегда»

## Другое
- «Шрек» (мюзикл)[англ.] (англ. Shrek The Musical) (2008) — мюзикл. Длительность 2 час 10 мин.
- Шрек — фан-дом, «Шрэк — это Любовь, Шрэк — это Жизнь» (2014) — фан-видео, выпущенное фан-домом.
- Шрек #1, Шрек #2, Шрек #3 (2003) — комиксы, 32 стр, производство Dark Horse Comics.
- «Шрек» (2010) — 52 стр, Шрек #1 (2010), Шрек #2 (2010), Шрек #3 (2011), Шрек #4 (2011) — 32 стр. Комиксы, производство Ape Entertainment.

- Far Far Away — тематическая территория в Universal Studios Singapore, состоит из множества мест из франшизы Shrek, включая сорокаметровый замок Far Far Away.
- Shrek’s Faire Faire Away — тематическая земля в тематическом парке Австралии Dreamworld.

- Shrek — тематический аттракцион DreamWork’s Tours Shrek’s Adventure! London в London County Hall.

- Shrek Water — аттракционы в DreamWorks Water Park.

- Shrek’s — коттедж в Universal Studios Florida’s DreamWorks Land.

- Universal Kids Resort включает в себя тематические территории, основанные на франшизах Shrek и Puss in Boots.
- Шрекфест — ежегодный фестиваль в Мэдисон, Висконсин, в 2018 году организаторы фестиваля выпустили фильм-пародию «Shrek Retold» на фильм Шрек.